# Benito Gualtieri
Benito Gualtieri (Catanzaro, 5 marzo 1936 – 23 marzo 1996) è stato un politico italiano.

## Biografia
È stato sindaco di Catanzaro dal 1994 al 1996 sostenuto da liste civiche e dal Partito Popolare Italiano.
Nel 1991 ha pubblicato un libro dal titolo Recupero e riqualificazione di un centro storico, edito da Laterza, nel quale elabora un'ipotesi di recupero dell'antica cittadina di Squillace, in provincia di Catanzaro.

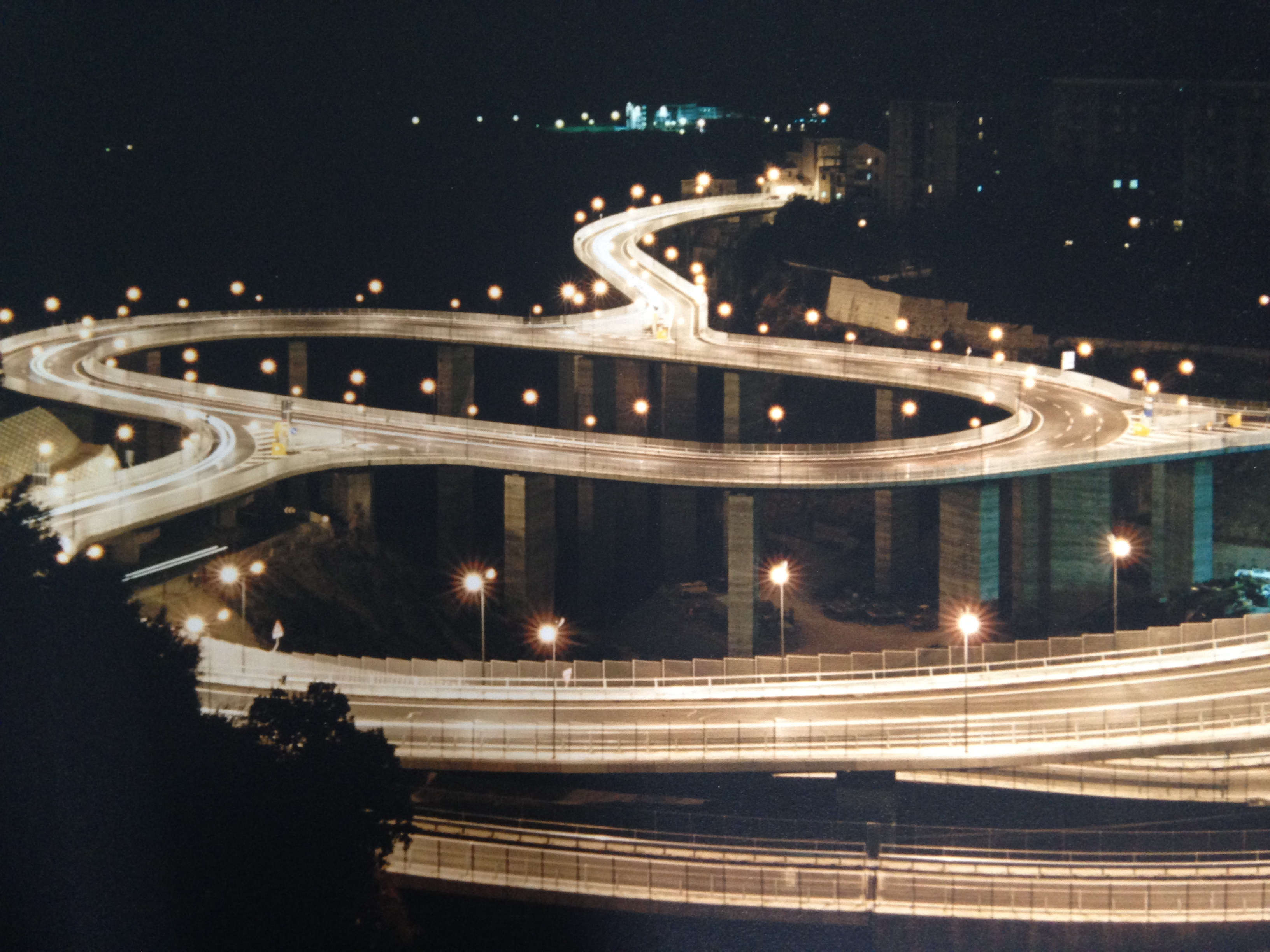
La Rotatoria Gualtieri di notte

In qualità di architetto, ha progettato e diretto la costruzione di una complessa infrastruttura viaria di raccordo tra S.S. 280 e la Tangenziale est di Catanzaro.

## Opere
- Benito Gualtieri, Collegamento della S.S. 280 con la Tangenziale Est di Catanzaro, in L'industria delle costruzioni n. 266, dicembre 1993, pp. 54–63.
- Benito Gualtieri, The crossing in tunnel of the San Giovanni hill, in Italian Building Construction n. 56, January/March 1994, pp. 23–28.
- Rivista tecnica dell'ANCE, L'industria delle costruzioni n. 266 dicembre 1993
- Benito Gualtieri, Recupero e riqualificazione di un centro storico, Laterza, Bari 1991.♙BFontiBFonti